# Ned's Atomic Dustbin
Ned's Atomic Dustbin est un groupe de rock alternatif britannique, originaire de Stourbridge, dans les West Midlands, en Angleterre. Formé en novembre 1987, le groupe tire son nom d'un épisode de l'émission télévisée The Goon Show. La formation a pour particularité de compter deux bassistes en son sein: Alex Griffin joue les lignes mélodiques sur une basse, et Mat Cheslin joue régulièrement des lignes de basse sur l'autre.
Le groupe se forme au collège et ils enregistrent leur premier album alors que certains des membres sont encore mineurs. Cela leur apporte une importante communauté de fans adolescents, qui ont la réputation de beaucoup slammer lors de leurs concerts. Le groupe est également remarqué (et parfois raillé) pour le look ses débuts, qui se compose systématiquement de cheveux longs, de shorts de sport et de T-shirts de skate. Les Neds sont aussi connus pour leurs propres t-shirts ; ils auraient produit de plus de 86 modèles différents en trois ans (1987-1990).

## Biographie
Ned's Atomic Dustbin gagne en popularité en jouant avec The Wonder Stuff à leurs tournées britanniques de 1989 et 1990. En 1990, Ned's Atomic Dustbin signe au label indépendant Chapter 22 Records pour la sortie de l'EP The Ingredients, suivi par un single, Kill Your Television. Kill Your Television atteint de nombreux charts locaux. Cette popularité leur permet de jouer au Reading Festival en août 1990. Le buzz qui les entoure devient un catalyseur pour plusieurs labels major. En mars 1991, Ned's Atomic Dustbin se retrouve dans le top 20 avec le single Happy, leur premier chez Sony/Furtive. Il atteint la 16e place et permet au groupe de jouer deux fois à l'émission britannique Top of The Pops. 
Leur premier album, God Fodder, est publié en avril 1991, et atteint le top 40. En juillet 1991, le magazine NME, note le groupe pour voir ses marques aux États-Unis aux côtés de KLF, Seal, The La's et Electronic. Le groupe publie un autre single, Trust, vers la 1991, alors que les versions God Fodder de Kill Your Television et Grey Cell Green sortent en Amérique. Ils publient ensuite leur deuxième album, Are You Normal?, en 1992, qui contient les singles Not Sleeping Around, Intact et, dans certains pays européens, Walking through Syrup.
Ils jouent en tête d'affiche au NME Stage du Glastonbury Festival en 1992, puis publient deux singles intitulés 0.522 en 1994 avant d'enregistrer un dernier album, Brainbloodvolume. Ned's Atomic Dustbin atteint le top 40 avec All I Ask of Myself Is That I Hold Together en 1995, après une apparition à l'émission The Word. Cette même année, le groupe décide de mettre un terme à ses activités.
Ned's Atomic Dustbin joue en 2000 pour la première fois depuis leur séparation en 1995. En 2004, le groupe joue deux nouvelles chansons, Hibernation et Ambush. Le jeu vidéo NCAA Football 2006 sur PlayStation 2 et Xbox inclut leur chanson Kill Your Television. Leur chanson Grey Cell Green est incluse dans le jeu vidéo Saints Row sur Xbox 360, sur la chaine de radio The Rock. Leur reprise de Saturday Night des Bay City Rollers est incluse dans le film So I Married an Axe Murderer.
Le 7 mai 2007 sort une compilation intitulée Some Furtive Years - A Ned's Anthology.
Le groupe joue au Koko de Camden le 17 juillet 2015, et au KYTV (Kill Your Television) Festival de Wolverhampton Civic en décembre 2015. Les Neds sont annoncés au 2016 KYTV Festival à la Manchester Academy le 29 octobre 2016, mais cette édition est annulée.

## Membres
- Jonn Penney - chant
- Gareth "Rat" Pring - guitare
- Alex Griffin - lead, bass
- Matt Cheslin - bass
- Dan Worton - batterie

Reformation (2000-2008)
- Martin Warlow - guitare
- Andy King - bass

## Discographie
- 1989 : The Ingredients (Chapter 22, EP)
- 1990 : 'Bite (Chapter 22)
- 1991 : 'God Fodder (Columbia Records)
- 1992 : 'Are You Normal? (Columbia)
- 1995 : 'Brainbloodvolume (Work)
- 1998 : 'Intact (Sony, compilation)
- 2001 : 'One More, No More (album live)
- 2004 : 'Sessions (Shakedown, compilation)
- 2006 : 'Hibernation (single)
- 2007 : Some Furtive Years - A Ned's Anthology (compilation)